# I Komang Putra Adnyana
I Komang Putra Adnyana (né le 6 mai 1972 à Denpasar en Indonésie) est un footballeur international indonésien, qui évoluait au poste de gardien de but. Actuellement, il travaille comme entraîneur de gardien de but pour Persis Solo.

## Biographie

### Carrière en sélection
Avec l'équipe d'Indonésie, il joue 12 matchs (pour aucun but inscrit) entre 1999 et 2003. 
Il figure dans le groupe des sélectionnés lors des coupes d'Asie des nations de 2000 et de 2004.